# 최봉진
최봉진(1992년 4월 6일 ~ )은 대한민국의 축구 선수이며 포지션은 골키퍼이다. 현재 K리그2 전남 드래곤즈에서 활약하고 있다.

## 클럽 경력
2015 K리그 드래프트에서 자유계약으로 경남 FC에 입단하였으나 손정현에 밀려 경기 출전 기회를 잡지 못하였고, 같은 해 7월 류범희와의 트레이드로 광주 FC로 이적하였다. 7월 25일 포항 스틸러스를 상대로 프로 데뷔전을 치러 무실점으로 막아냈다. 2015년 총 리그 13경기에 출전하며 데뷔 시즌을 마쳤다.
2018시즌을 앞두고 군 복무를 위해 아산 무궁화 축구단에 입대했다.
2020시즌을 앞두고 K리그2의 부천 FC 1995로 임대 이적했다. 부천에서는 주전 골키퍼로 자리잡았으며 25경기에 출전했다.
2021시즌을 앞두고 K리그1의 수원 FC로 이적했다.
2022시즌을 앞두고 김포 FC로 임대되었다.
2022 시즌 후, FA로 풀린 최봉진은 2023년 1월 3일에 전남 드래곤즈로 이적하였다.

## 수상

### 팀

#### 아산 무궁화 축구단
- K리그2 우승: 2018